# Tendon
Tendon ([tɑ̃ˈdɔ̃] ) ist eine französische Gemeinde mit 504 Einwohnern (Stand: 1. Januar 2022) im Département Vosges in der Region Grand Est. Sie gehört zum Arrondissement Épinal (bis 2024 Saint-Dié-des-Vosges) und ist Mitglied im Gemeindeverband Communauté de communes des Hautes Vosges. Die Bewohner werden Todas genannt. Wörtlich übersetzt heißt Tendon Sehne.

## Geografie

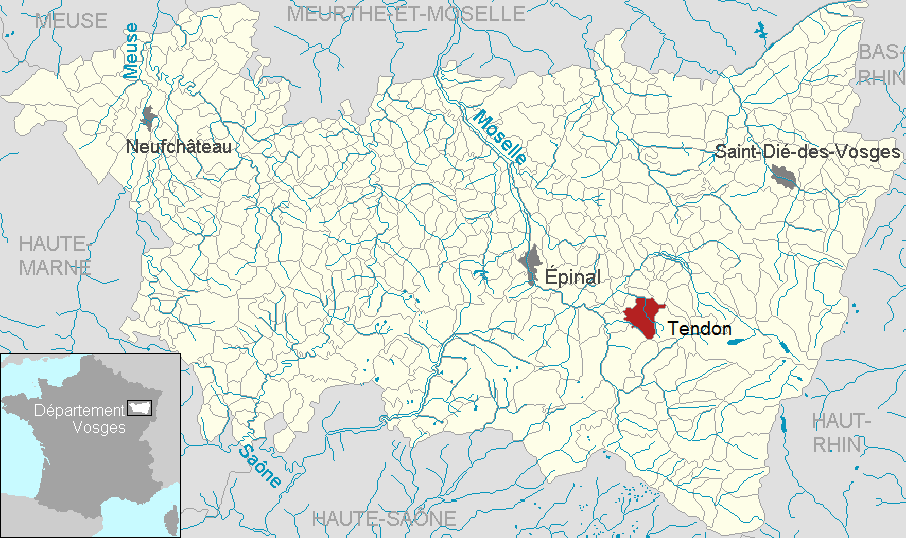
Lage der Gemeinde Tendon im Département Vosges

Die Gemeinde Tendon liegt in den Vogesen, etwa in der Mitte zwischen den Städten Épinal und Gérardmer. Das 21,85 km² große Gemeindegebiet umfasst einen Abschnitt des stark reliefierten Teiles der südwestlichen Vogesen. Prägend sind die tief eingeschnittenen Täler des Ruisseau de la Hutte und seiner Nebenflüsse, von denen der Scouet besonders hervorzuheben ist. Die Bäche entspringen in 650 bis 750 Metern Meereshöhe und überwinden das Gefälle teilweise über Kaskaden. Im äußersten Norden des Gemeindegebietes mündet der Ruisseau de la Hutte in den Barba, einen Nebenfluss der Vologne, die ihrerseits zur Mosel entwässert. Der überwiegende Teil des bergigen Gemeindeareales ist bewaldet. Die Wälder teilen sich in die Forste Les Grandes Hayes im Westen, Bois de la Charme de l’Ormont im Osten sowie Forêt de Fossard im Süden. Die Wälder werden von Rodungsinseln unterbrochen, auf denen Bergbauernhöfe stehen und Weidewirtschaft betrieben wird. Namentlich benannt sind die Höfe Champ des Brayes an der Passstraße (Col de la Bisoire) nach Éloyes in das Moseltal. Höchster Punkt der Gemeinde ist eine 807 m hohe Erhebung südöstlich des Ortskerns. Nachbargemeinden von Tendon sind Faucompierre im Norden, Laveline-du-Houx im Nordosten, Rehaupal im Osten, Le Tholy im Südosten, Cleurie im Süden, Saint-Étienne-lès-Remiremont und Éloyes im Südwesten sowie Xamontarupt im Westen.

## Geschichte
Die heutige Gemeinde entstand aus dem Bann Tendon, auch Tandon genannt. Der Bann, zu dem die Weiler und Höfe Tendon, Houx, Laveline, Dehiex, Xamontarupt und La Poirie zählten, war im Ancien Régime von der Vogtei Remiremont abhängig.
Eingepfarrt waren die Einwohner in der Kirchengemeinde von Docelles, bis 1707 in der 25 Jahre zuvor errichteten Kirche Tendon eine Pfarrstelle eingerichtet wurde. Im Jahr 1790 wurde die Gemeinde Tendon in ihrer heutigen Ausdehnung geschaffen.
Die Erwerbsgrundlagen waren lange Zeit die Landwirtschaft, insbesondere die Viehhaltung sowie der Holzeinschlag in den dichten Wäldern um Tendon.

### Bevölkerungsentwicklung
| Jahr      | 1962 | 1968 | 1975 | 1982 | 1990 | 1999 | 2006 | 2014 | 2022 |
| --------- | ---- | ---- | ---- | ---- | ---- | ---- | ---- | ---- | ---- |
| Einwohner | 528  | 423  | 380  | 386  | 434  | 448  | 457  | 514  | 504  |

In den Jahren 1831 und 1846 wurden mit je 1291 Bewohnern die bisher höchsten Einwohnerzahlen ermittelt. Die Zahlen basieren auf den Daten von cassini.ehess und INSEE.

## Sehenswürdigkeiten
- Großer und kleiner Wasserfall von Tendon (La Grande et la Petite Cascade de Tendon): der Große Wasserfall am Scouet ist 32 Meter hoch und fällt in mehreren Kaskaden. Er ist gut erschlossen, kostenlos zu begehen und zieht insbesondere an heißen Sommertagen viele Touristen aus dem Umland an.
- Kirche Saint-Claude mit einer Orgel aus dem Jahr 1891[4]

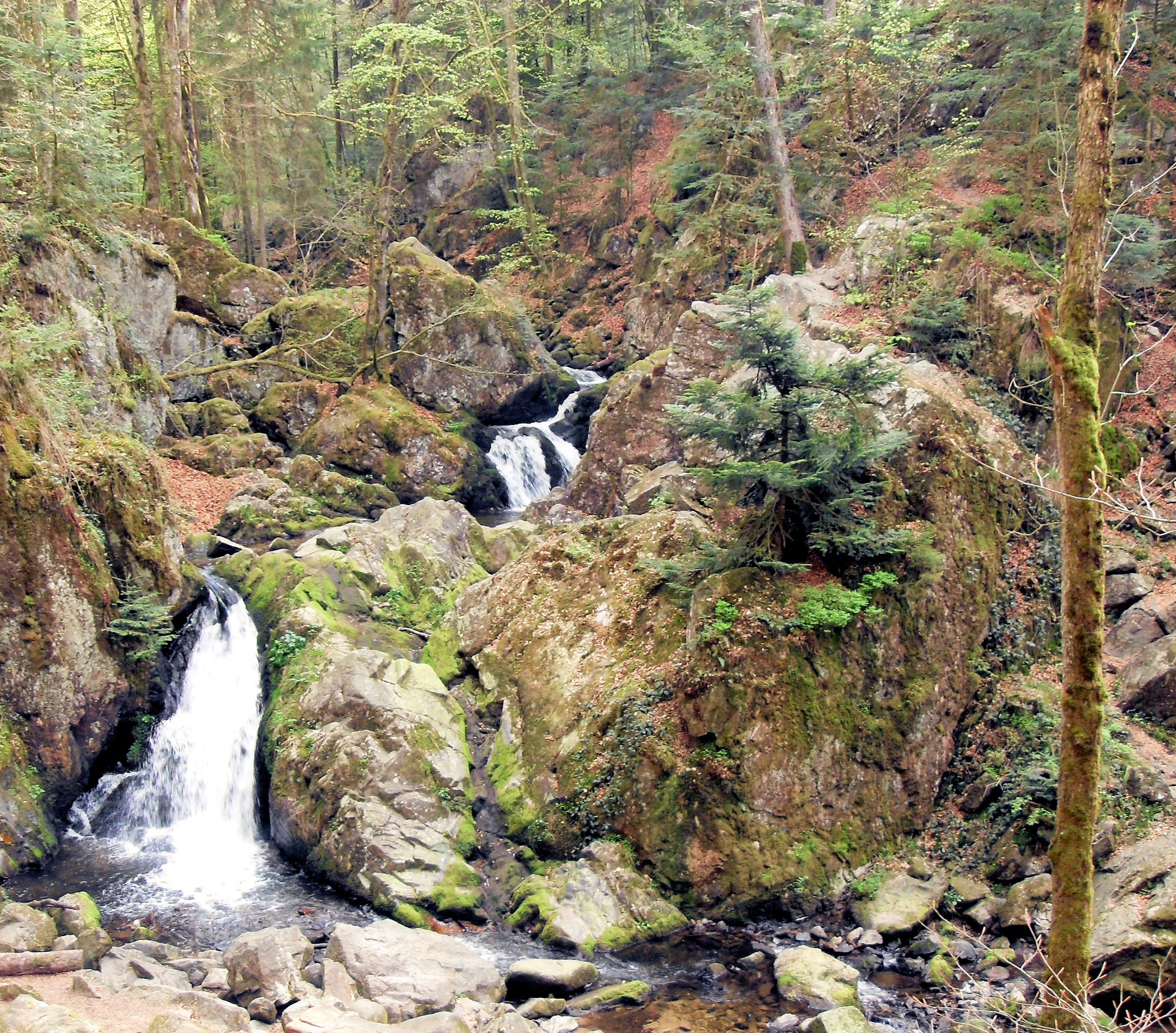
Kleine Kaskade von Tendon
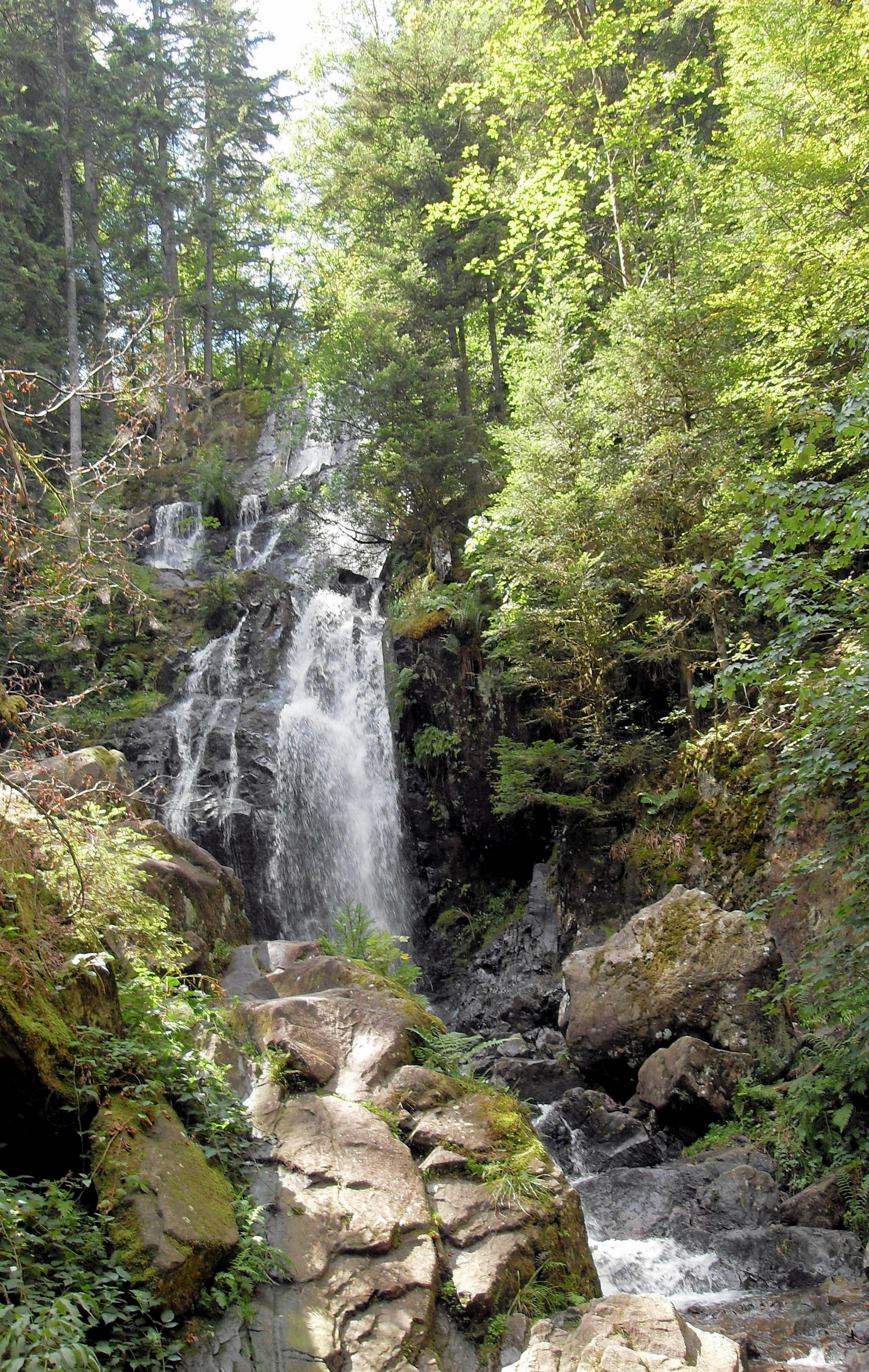
Große Kaskade von Tendon

## Wirtschaft und Infrastruktur
In der Gemeinde sind 16 Landwirtschaftsbetriebe ansässig (Obstanbau, Milchwirtschaft, Zucht von Pferden, Rindern, Schafen und Ziegen).
Tendon liegt an der Départementsstraße 11, die von Épinal nach Le Tholy und weiter als D 477 über Gérardmer und den Vogesenkamm (Col de la Schlucht) die kürzeste Verbindung von Épinal nach Colmar im Elsass bildet. Die nächstliegende Bahnstation befindet sich im sieben Kilometer entfernten Docelles an der Bahnlinie Arches-Saint-Dié.

## Belege
1. ↑  Eintrag. (PDF; 211 kB) Archiviert vom Original (nicht mehr online verfügbar) am 11. Januar 2016; abgerufen am 18. April 2011 (französisch).  Info: Der Archivlink wurde automatisch eingesetzt und noch nicht geprüft. Bitte prüfe Original- und Archivlink gemäß Anleitung und entferne dann diesen Hinweis. vosges-archives.com
2. ↑  Tendon auf cassini.ehess
3. ↑  Tendon. INSEE
4. ↑  Orgel der Kirche Tendon. Archiviert vom Original (nicht mehr online verfügbar) am 5. September 2008; abgerufen am 18. April 2011 (französisch).  Info: Der Archivlink wurde automatisch eingesetzt und noch nicht geprüft. Bitte prüfe Original- und Archivlink gemäß Anleitung und entferne dann diesen Hinweis. vosges.orgues.free.fr
5. ↑  Landwirtschaftsbetriebe auf annuaire-mairie.fr (französisch)